# وشن (واشینگتن)
وشن، واشینگتن (به انگلیسی: Vashon, Washington) یک شهرک در ایالات متحده آمریکا است که در شهرستان کینگ، واشینگتن واقع شده‌است.

## خصوصیات
وشن ۹۵٫۸ کیلومترمربع مساحت و ۱۰٬۶۲۴ نفر جمعیت دارد.